# 日野政資
日野 政資（ひの まさすけ）は、室町時代後期の公家。左大臣・日野勝光の子。

## 生涯
文明元年（1469年）、日野勝光の三男として生まれる。政資には、二人の兄がいた。長兄の資基は文明2年（1470年）9月、将軍・足利義政に自害を命じられるも、勝光の嘆願により助命され、翌年、勝光の意向で出家した。次兄の尊慶は僧籍にあったが、早世している。
このような背景もあり、文明7年（1475年）に政資はわずか7歳で元服、参内を遂げ、侍従に任じられた。また、義政から一字拝領し、政資と名乗った。
文明8年（1476年）6月15日、父・勝光が死去し、日野家の家督を継承した。幼くして日野家を継いだ政資を支えたのは叔母の日野富子であった。また、二条持通との猶子関係を通じた援助もあったとされる。
応仁元年（1467年）以来、後花園上皇・後土御門天皇は戦乱を避けて室町殿へ避難していたが、文明8年（1476年）の室町殿焼亡ののち行在所となっていた北小路邸が焼亡したため、政資邸が一時的に行在所となった。　
文明18年（1486年）の足利義尚の右大将拝賀では、室町殿家司に補任され、実務的な活動に従事した。また、この頃には蔵人頭に任じられており、朝廷内で着実に昇進を重ねていた。
長享元年（1487年）の足利義尚による六角氏征伐や、延徳3年（1491年）の足利義材の六角氏征伐の際には、政資も軍勢を率いて従軍している。
明応2年(1493年)には、将軍・義材が畠山基家討伐のため河内へ下向した。この陣中、京都で細川政元・伊勢貞宗・日野富子らの策謀によって明応の政変が起こると、政資は広橋守光・烏丸冬光らとともに、いちはやく新将軍・義遐のもとに参じている。
明応4年（1495年）9月7日、薨去。
政資の死後、日野家の家督には、政資の遺言に従って徳大寺実淳の次男である内光がついた。しかし、政資の実弟・烏丸冬光が相続権を主張するなど、日野家中には大きな反発があったという。